# Villabáñez (Cantabria)
Villabáñez es una localidad española del municipio de Castañeda, perteneciente a la comunidad autónoma de Cantabria.

## Geografía
La localidad se encuentra situada a 87 m s. n. m.

## Historia
Hacia mediados del siglo XIX, el lugar, ya por entonces perteneciente a Castañeda, tenía contabilizada una población de 175 habitantes. Aparece descrito en el decimosexto y último volumen del Diccionario geográfico-estadístico-histórico de España y sus posesiones de Ultramar de Pascual Madoz con las siguientes palabras:

VILLABAÑEZ: l. en la prov. y dióc. de Santander, part. jud. de Villacarriedo; se compone de los barrios ó ald. de Novales, el Haya, San Juan, Sta. Lucia, Miranda y el Bao, con un total de 68 casas, 3 ermitas, una cabaña y 3 molinos harineros: es uno de los 4 pueblos que forman el valle Castañeda, en cuya descripcion se hallan sus particularidades. pobl.: 51 vec., 175 alm. contr. con el ayuntamiento.
(Madoz, 1850, p. 97)

En 2023, la entidad singular de población de Villabáñez tenía empadronados 828 habitantes y el núcleo de población, también 828.